# Dyscia combustaria
Dyscia combustaria är en fjärilsart som beskrevs av Charles Oberthür 1923. Dyscia combustaria ingår i släktet Dyscia och familjen mätare. Inga underarter finns listade i Catalogue of Life.